# S.C.A.L.P.
«S.C.A.L.P.» — орловская метал-группа.

## История
Группа S.C.A.L.P. была образована в конце 1991 года тремя учащимися Орловского машиностроительного техникума. Название группы было придумано Алексеем Кузнецовым под влиянием популярных в то время тяжелых металлических направлений, таких как death metal,
trash metal, grindcore, и было призвано означать нечто «молотильное, грохочущее». Но в дальнейшем название приобрело несколько иной, более философский смысл — «Sense's Calming at dead's Lament Places», что означает «успокоение сознания в местах оплакивания усопших». В настоящее время команда не уделяет этому особенного внимания и не распространяется о смысле аббревиатуры.
28 декабря 1991 года S.C.A.L.P. дали первый концерт в актовом зале своего учебного заведения. Эту дату принято считать датой образования группы.
Свою первую демо-ленту S.C.A.L.P.'ы записывают в августе 1994 года. Она носит название «Madness Cannibalism» и в плане музыки представляла собой сплав тяжёлого death metal и grindcore, однако уже на этой ленте отчётливо прослушиваются мелодичные вставки, которые в дальнейшем станут визитной карточкой S.C.A.L.P.. Тогда же было записано мини demo «C.I.A.», состоящее из двух не вошедших в «Madness Cannibalism» вещей и двух каверов: «Scum» Napalm Death и «The American Jesus» Bad Religion. По существу это было своего рода подведение итогов. Первоначальная идея гаражной записи не была задумана, как демо-лента.
Время с 1991 по 1994 можно охарактеризовать как период осваивания музыкальных инструментов, так как с момента образования группы никто из её участников не знал с «какой стороны к ним подходить».
В 1995 году группа записывает ленту «Memory» (стиль — melodic death metal / doom metal). Это была более серьёзная и осмысленная работа, специально записанная как демо. Одна из композиций «What For?» в 1996 году вошла в сборник молодых метал-групп «Трэш твою мать» vol. 4. В том же 1996 году в группу приходит клавишник Алексей Орехов.
Первая более или менее студийная работа была осуществлена в начале 1997 года в V.P. Studio (Смоленск) записью альбома «Through Eternity».
В том же году «Through Eternity» выпускается в формате МС смоленской фирмой Rest In Peace Productions, а через год выходит в Чехии на CD, благодаря чешской фирме Leviathan Records.
Музыка этого альбома представляет собой сплав различных стилей современной тяжелой музыки.
Здесь есть элементы death metal / doom metal, а также вкрапления hard'n'heavy. В целом стиль музыки, представленной на «Through Eternity» можно охарактеризовать как мелодичный dark metal с лирикой посвящённой красоте родной природы и тайнам вечности, включая песни на английские переводы стихотворений «Silentium» Фёдора Тютчева и — под названием по первым словам «Who Dared To Say» («Кто смел сказать») — «Сикстинская Мадонна» Ивана Франко.
Дебютный диск получил хорошие рецензии во многих российских и западных изданиях, пишущих о металлической музыке.
Осенью 1998 года S.C.A.L.P. принимают участие в крупном фестивале «Baltic Thunder» в Минске, после чего группу покидает клавишник Алексей Орехов.
В начале 1999 года в S.C.A.L.P. появляется новый участник — Александр Гревцев (гитара). Летом 1999 года группа записывает второй студийный альбом «Tears And Blood». На этот раз была поставлена задача улучшить качество звука так как команда осталась недовольна звучанием предыдущего альбома. Первоначальное сведение было несколько неудачным, и запись была пересведена весной 2000 года. В процессе работы над альбомом из группы, да и вообще из музыки уходит Евгений Рыженок, погибший в 2004 году.
S.C.A.L.P. остаются без басиста, и, что ещё хуже без вокалиста. Этот период в истории группы отмечен постоянной сменой бас-гитаристов, и поиском вокалиста. Говорить о каких-либо концертах и прочих акциях было невозможно.
В результате альбом «Through Eternity» и только что записанный «Tears And Blood» не получил должной информационной поддержки, да и сама группа на длительный период (лето 1999 — зима 2001) исчезла из поля зрения как СМИ, так и фэнов. Несмотря на это шла работа над новым материалом.
Весной 2003 года была закончена работа над синглом «I’m Paralysed — The Last». В последний день августа состоялись съёмки клипа группы на новую песню «The Last». Съёмки проходили в г. Орле на сцене драматического театра им. Тургенева. Премьера клипа состоялась 22 октября на местном телевидении в программе «Rockland».
В начале марта 2009 года посредством фирм Solitude Prod. и BadMoodMan Rec. вышел новый альбом S.C.A.L.P. «Чужая Война», который по предварительным оценкам самих музыкантов должен был отличаться от предыдущего творчества в более тяжёлую и агрессивную сторону. Альбом содержит 10 песен, в стиле melodic death-doom / thrash metal.
4 декабря 2020 г. Новый альбом орловской легендарной группы S.C.A.L.P., достаточно зрелая работа, вышедшая после долгого перерыва. «Героям Прошлых Лет» не идёт на поводу у сегодняшних тенденций звучания музыки подобного жанра. Это своего рода некий живой сплав тяжёлого метала и меланхоличного рока.
Альбом включает в себя десять композиций, выставленных в одну концептуальную линию, рассказывающих одну историю от начала и до конца. Трек «Третья Весна» был сочинён ещё при участии Евгения Рыженка, одного из основателей группы, трагически погибшего в 2004 году.

## Состав
- Павел Перистый — ритм-гитара, голос, гроулинг (1994—1998, с 2001)
- Александр Третьяков — соло- и ритм гитара
- Евгений Семёнов — бас
- Алексей Кузнецов — барабаны

### Бывшие участники
- Евгений Рыженок (1974—2004) — бас (1991—2003, с перерывами), вокал
- Алексей Орехов — клавиши (1996—1998)
- Александр Гревцев — гитара (1999—2004)

## Дискография
- 1994 — Madness Cannibalism (Demo)
- 1994 — C.I.A. (Demo)
- 1995 — Memory (Demo)
- 1998 — Through Eternity (R.I.P. / Leviathan)
- 2003 — I'm Paralysed / The Last Single (Self Released)
- 2004 — Tears And Blood (Metalism)
- 2007 — In Memory Of Madness — The Early Years 1994—1995 (BadMoodMan Music)
- 2009 — Чужая Война (S.C.A.L.P.)
- 2020 — Героям прошлых лет (BadMoodMan Music)

## Рецензии
- Рецензия альбома «Чужая война» в журнале Dark City № 54, 2010 год
- Рецензия альбома «In Memory of Madness — The Early Years 1994—1995» в журнале Dark City № 43, 2008 год
- Рецензия альбома «Tears and Blood» в журнале Dark City № 28, 2005 год, стр. 72
- Рецензия на альбом «Through Eternity» в журнале Rock City № 25, 1999 год